# Lotte Mart

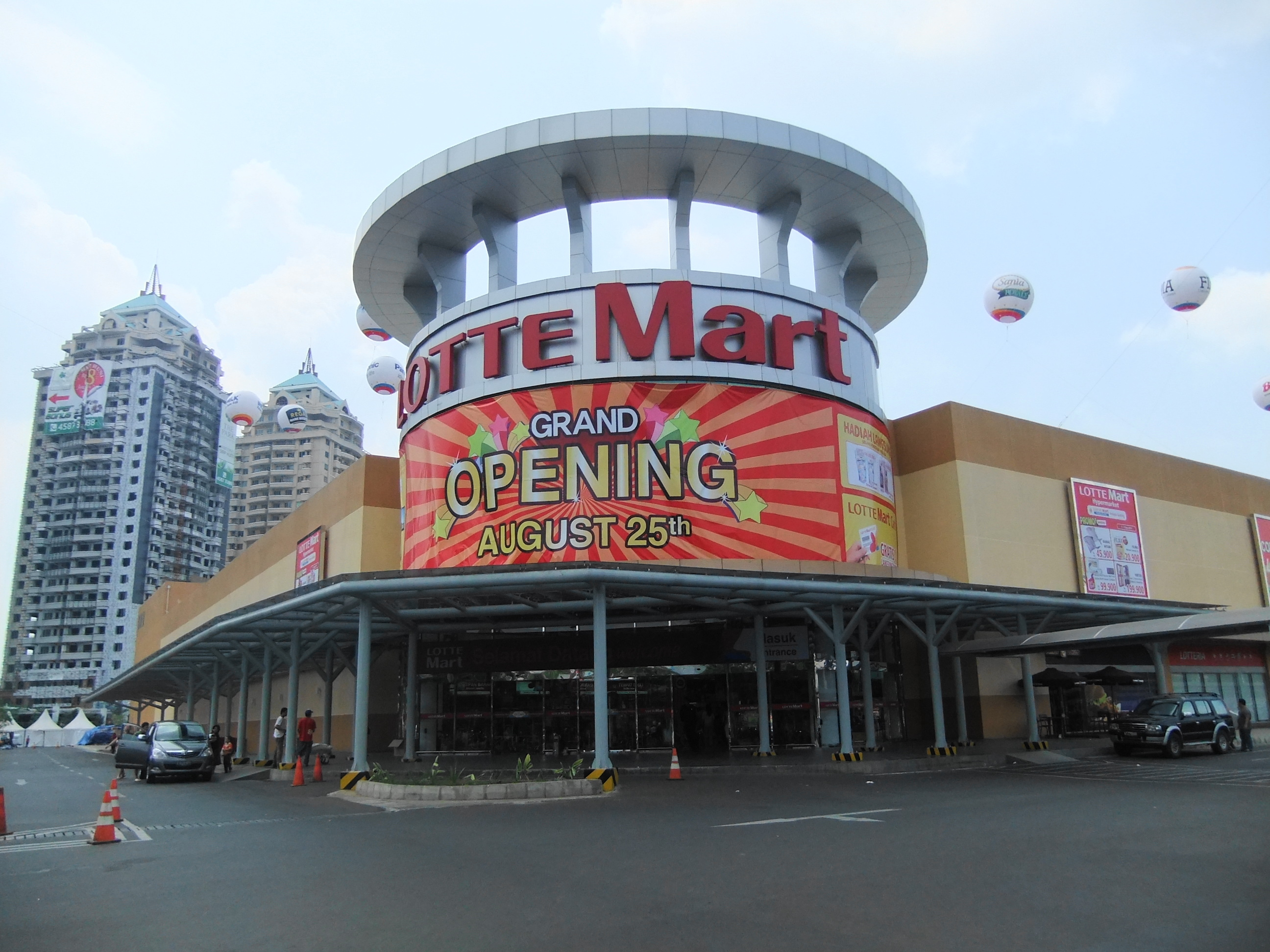
Uma Lotte Mart em Kelapa Gading, Indonésia.

Lotte Capital é uma rede de hipermercados sul coreana subsidiaria do Lotte Group.

## História
Foi estabelecida em 1998, em Seul